# البوص (بني سعد)

تعديل مصدري - تعديل

البوص هي إحدى قرى عزلة قرن المسجد بمديرية بني سعد التابعة لمحافظة المحويت، بلغ تعداد سكانها 104 نسمة حسب تعداد اليمن لعام 2004.